# George Brodrick (4e vicomte Midleton)
Pour les articles homonymes, voir George Brodrick et Brodrick.
George Brodrick, 4e vicomte Midleton (1er novembre 1754 - 12 août 1836) est un homme politique britannique qui siège à la Chambre des communes de 1774 à 1796, lorsqu'il est élevé à la pairie de la Grande-Bretagne sous le titre de baron Brodrick.

## Biographie

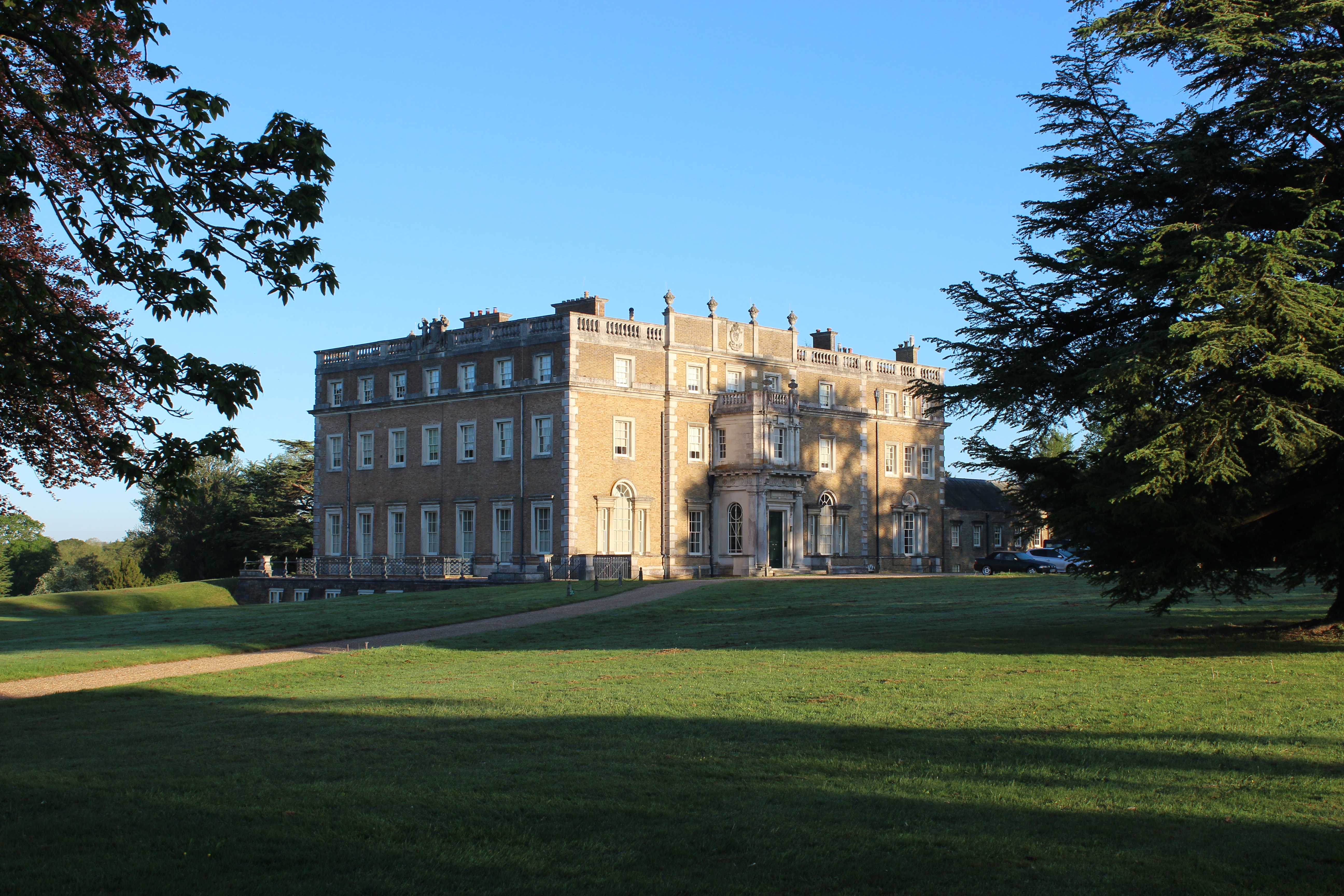
Peper Harow House

Il est le fils aîné et l'héritier de George Brodrick (3e vicomte Midleton) (décédé le 22 août 1765) et d'Albinia, fille de Thomas Townshend. Les Brodrick est une famille anglaise établie en Irlande au milieu du XVIIe siècle. Il fait ses études au Collège d'Eton de 1766 à 1771 et est admis au St. John's College de Cambridge en 1772 .
Il succède à son père en 1765, héritant de son titre irlandais de vicomte et du domaine Peper Harow dans le Surrey avec son nouveau manoir, qu’il achève. C'est maintenant un bâtiment classé Grade I.

## Carrière
De 1774 à 1796, il peut, en tant que pair irlandais, être député de Whitchurch, siège offert par le frère de sa mère, Thomas Townshend (1er vicomte Sydney).
Le 11 juin 1796, il est créé baron Brodrick de Peper Harrow, dans le comté de Surrey.
Il meurt à Peper Harow (son principal domaine ancestral en Angleterre) le 12 août 1836 et est enterré à Wandsworth.

## Famille
Il épouse en premières noces (le 4 décembre 1778) Frances Pelham, deuxième fille de Thomas Pelham (1er comte de Chichester) et d'Anne, fille de Frederick Meinhardt Frankland. Elle est décédée le 28 juin 1783. Ils ont une fille, Frances Anne, qui épouse Inigo Thomas. Midleton épouse en secondes noces (13 juin 1797) Maria Benyon, deuxième fille de Richard Benyon, député et son épouse Hannah Hulse, fille d'Edward Hulse de Breamore House, Hampshire. Maria lui survit et meurt le 22 janvier 1852. Ils ont six enfants, dont:
- George Brodrick (5e vicomte Midleton)
- Harriet Brodrick, qui épouse son cousin, William Brodrick (7e vicomte Midleton)[5]